# Kinderdijk
Kinderdijk é uma localidade neerlandesa, situada na cidade de Molenwaard, província da Holanda do Sul, nos Países Baixos. Esta localidade pertence a dois bairros diferentes, Molenwaard e Alblasserdam. Kinderdijk situa-se no cruzamento dos rios Noord e Lek e é este cruzamento que a indústria local usa como carga e descarga de mercadorias.

## Patrimônio Mundial
Kinderdijk é mundialmente conhecida por seus moinhos e foi incluída como Patrimônio Mundial sob a alcunha de "Rede de Moinhos de Kinderdijk-Elshout". Os moinhos atraem muitos turistas o que torna a localidade muito famosa.